# Американское парфе
Американское парфе — десерт, который обычно готовится из сложенных слоями сливок и мороженого или желатинового десерта с другими ингредиентами, такими как гранола, орехи, йогурт, сиропы, ликёры, свежие фрукты, и украшается взбитыми сливками. Парфе появилось в США в конце XIX века, и с того времени периодически теряло и вновь завоёвывало популярность. Американское парфе обычно подается в высоком стеклянном бокале так, чтобы все слои были видны. Термин «парфе» в США традиционно употребляется для обозначения десерта из мороженого, который напоминает сандей. Также известностью у американцев пользуется парфе из йогурта.
Хотя традиционно американское парфе — это сладкий десерт, недавно было придумано пряное парфе, которое представляет собой уложенные слоями картофельное пюре, запеченные мелко и тонко нарезанные кусочки свинины и соус для барбекю.